# Espagnac-Sainte-Eulalie
 Espagnac-Sainte-Eulalie  (en occitano Espanhac-Sent Auglari) es una población y comuna francesa, situada en la región de Mediodía-Pirineos, departamento de Lot, en el distrito de Figeac y cantón de Livernon.

## Demografía
| 97 | 82 | 67 | 77 | 68 | 73 |
| Para los censos de 1962 a 1999 la población legal corresponde a la población sin duplicidades (Fuente: INSEE [Consultar]) |    |    |    |    |    |